# Dlouhoústcovití
Dlouhoústcovití (Lycidae) jsou čeleď brouků z nadčeledi Elateriformia.

## Popis
Brouci této čeledi jsou podlouhlí a obvykle jsou nalézáni na květech nebo stvolech rostlin. Dospělci některých druhů se živí nektarem, zatímco jiné druhy mají dospělce, kteří během svého krátkého života nepřijímají potravu vůbec. Hlava je trojúhelníkovitého tvaru, tykadla dlouhá, tenká a pilovitá. Mnoho druhů má cihlově červenou barvu. Před svými nepřáteli se brání svou toxicitou.
Dravé larvy brouka žijí pod kůrou stromů nebo v hrabance.